# Từ thủy động lực học

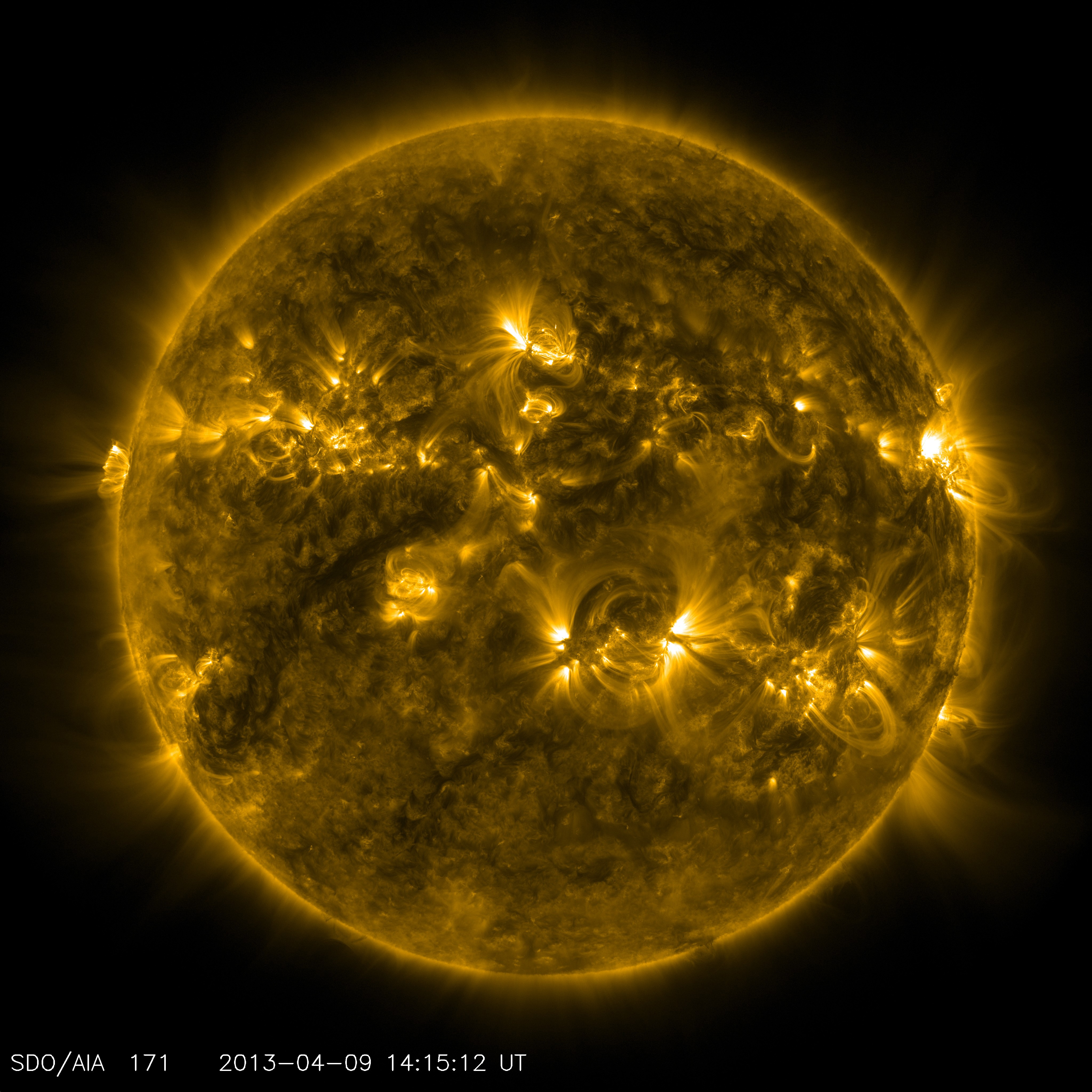
Mặt trời là một hệ thống MHD mà không được hiểu thấu đáo cho lắm.

Từ thủy động lực học, còn được gọi là động từ học chất lỏng và viết tắt là MHD (MagnetoHydroDynamics), là môn học nghiên cứu các chất lưu (chất lỏng, plasma,...) dẫn điện chuyển động dưới tác động của điện trường hoặc từ trường.
Các ví dụ về chất lưu dẫn điện là plasma, nước muối, kim loại dưới dạng lỏng. Lĩnh vực này được nghiên cứu đầu tiên bởi Hannes Alfvén. Các công trình của ông về lĩnh vực này đã được giải thưởng Nobel vào năm 1970.
Ý tưởng cơ bản của từ thủy động lực học là từ trường có thể tác động lực Lorentz lên các điện tích chuyển động trong plasma, gây ra áp suất và dòng điện cảm ứng, và dòng cảm ứng lại sinh ra từ trường cảm ứng thay đổi từ trường tổng cộng. Các phương trình mô tả các hiện tượng từ thủy động học là sự kết hợp giữa các phương trình Navier-Stokes (mô tả thủy động lực học) và các phương trình Maxwell (mô tả trường điện từ).